# 27e bataillon d'infanterie de marine
Pour les articles homonymes, voir 27e bataillon.
Le 27e bataillon d'infanterie de marine  (27e BIMa) est une unité de l'Armée de terre française, qui a combattu pendant la Guerre d'Algérie.

## Historique des garnisons, combats et batailles du27eBIMa
Le 27e BIMa est formé le 1er juillet 1960 à partir d'éléments du IIIe bataillon du 7e régiment d'infanterie. Il participe aux opérations de quadrillage en Algérie de 1960 à 1962.
Au cessez-le-feu du 19 mars 1962 en Algérie, le 27e BIMA créé comme 91 autres régiments, les 114 unités de la Force Locale.(Accords d’Évian du 18 mars 1962). Le 27e BIMA forme deux unités de la Force locale de l'ordre Algérienne, la 509e et la 510e UFL-UFO composé de 10 % de militaires métropolitains et de 90 % de militaires musulmans, qui pendant la période transitoire devaient être au service de l'exécutif provisoire algérien, jusqu'à l'indépendance de l'Algérie[réf. nécessaire].
Le bataillon est dissous en 1962;

## Insigne
Ancre encâblée, 27e BIMa sur double bandeau.
Homologué G.1752 le 17 octobre 1960.
Définition héraldique : « Ancre de marine d’or brochant sur deux cartouches décalés portant l’inscription 27e BIMa ». (source : dossier d'homologation détenu par le Service Historique de la Défense)